# Vrmdža
Vrmdža (en serbe cyrillique : Врмџа) est un village de Serbie situé dans la municipalité de Sokobanja, district de Zaječar. Au recensement de 2011, il comptait 484 habitants.

## Démographie

### Évolution historique de la population
| 1948  | 1953  | 1961  | 1971  | 1981  | 1991 | 2002 | 2011 |
| ----- | ----- | ----- | ----- | ----- | ---- | ---- | ---- |
| 1 593 | 1 568 | 1 479 | 1 302 | 1 124 | 901  | 606  | 484  |

|  |